# Stefan Vermaes

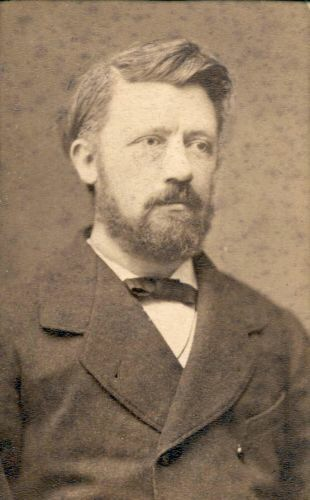
Stefanus Johannes Vermaes (1839-1902)

Stefanus Johannes Vermaes, (Hellevoetsluis, 2 mei 1839 - Leeuwarden, 10 december 1902) was een civiel ingenieur, werkte in de provincie Friesland en werd hoofdingenieur van de Provinciale Waterstaat van Friesland.

## Leven en werk
Vermeas was van eenvoudige oorsprong. Hij ging naar de lagere school in zijn geboorteplaats, naar de ULO in Kortenhoef en werd in 1856 ingeschreven als leerling aan de Koninklijke Academie in Delft. Daar slaagde hij in 1860 voor civiele techniek. Op 2 december 1860 ging hij als opzichter in de 5e klas de aanleg van de staatsspoorwegen in en werd geplaatst in Leeuwarden. Op 1 januari 1862 werd hij assistent-ingenieur en op 1 juli 1864 sectie-ingenieur. Hij trouwde op 16 juli 1863 met W.J. van Nerum, bij wie hij drie zonen had.

## Spoorwegen
Vermaes werkte vanaf 1 april 1864 aan de aanleg van de spoorlijn Harlingen - Nieuw Schans in eerste instantie het traject Harlingen - Leeuwarden. Vervolgens werd hij  geplaatst in Buitenpost voor de aanleg van het traject Leeuwarden - Groningen en vanaf 1 augustus 1866 in Groningen voor het traject Groningen - Nieuwe Schans. Op 1 maart 1867 werd hij overgeplaatst naar Enschede voor de aanleg van de spoorlijn Enschede - Glanerbrug, op 1 juli 1868 naar Dordrecht en ten slotte op 15 september naar Willemsdorp, beide met het oog op de bouw van de spoorbrug over het Hollandsch Diep. Door zijn bemiddeling werd een van zijn broers opgenomen in het aannemersbedrijf, dat de onderbouw van de brug realiseerde. De brug werd op 1 januari 1872 in gebruik genomen. Op 1 juli 1872 ging Vermaes aan de slag als sectie-ingenieur voor wegen en werkte bij de Maatschappij tot Exploitatie van Staatsspoorwegen. Op 1 mei 1874 sloeg hij echter een andere richting in. Hij trad in dienst van de provincie Groningen en stond onder ingenieur J. Kater Tz. belast met de voltooiing van het Eemskanaal, een kanaal van Groningen naar Delfzijl.

## Friesland
Nadat de provincie Friesland had besloten geen gebruik meer te maken van de diensten van de ingenieurs van Rijkswaterstaat, werd Vermaes op de vergadering van Provinciale Staten van 14 mei 1876 benoemd tot hoofdingenieur van de provinciale waterstaat. Dat hij zou blijven tot zijn dood. Na de stormvloed van 31 januari 1877 werd hem gevraagd voorstellen te doen voor de verbetering van de Friese zeedijken. Het voorstel van Vermaes was om de oude paalwerken te behouden, maar niet om nieuwe te maken, en de dijken te verhogen en te versterken met basaltglooiingen. Een groot deel van de Friese Zeedijk is in de loop der jaren volgens plan verbeterd. De meeste van zijn in 1877 opgestelde plannen werden met financiële hulp van het Rijk en van de Provinciale Waterstaat van Friesland verbeterd. In de jaren 1880-1889 werd ook het profiel van een groot aantal vaarten vergroot.

## De Lauwerszee
Toen deze verbetering niet voldoende bleek, stelde Vermaes in samenwerking met zijn Groningse evenknie Kater voor om het zuidelijke deel van de Lauwerszee af te dammen en een boezem te creëren voor Friesland en het westelijke deel van Groningen. Dit voorstel werd door Gedeputeerde Staten van beide provincies aangenomen en op 2 maart 1895 aan de regering voorgelegd. Op 18 juni 1896 werd van Rijkswege een staatscommissie ingesteld, waarvan Vermaes lid werd; ze gaf haar eindrapport op 5 mei 1900 uit. Bij de indijking van de zuidelijke Lauwerszee stelde de commissie voor om de te maken boezem in drie delen te verdelen, één voor Friesland, één voor Groningen en één voor Oost-Dongeradeel. Gedeputeerde Staten van beide provincies vinden de plannen van de commissie, die op 4½ miljoen werden getaxeerd, te duur. Hoe gunstig een afwatering van het zuidelijke deel van de Lauwerszee ook zou kunnen zijn voor de afwatering, toch meende Gedeputeerde Staten dat met de bouw van een gemaal dat loost op de Zuiderzee, het doel kon veel goedkoper worden bereikt. Daarom richtten ze op 7 februari 1902 een commissie op om dezelfde kwestie te beoordelen, maar alleen vanuit technisch oogpunt. Vermaes werd ook lid, maar door zijn overlijden was hij niet meer betrokken bij het opstellen van het rapport van deze commissie.

## De Zuiderzee
Vermaes was een groot voorstander van de drooglegging van de Zuiderzee, wat hij in het belang van Friesland absoluut noodzakelijk vond. Hij was lid van de Staatscommissie, opgericht op 8 september 1892, over deze kwestie, en sprak zich in 1895 krachtig uit tegen tegenstanders van die inpoldering in een essay gepubliceerd door de Zuiderzeevereeniging. Hij was praktisch ingesteld, getuige het aanleggen van bajonetsluizen (sluizen waarbij twee schepen naast elkaar kunnen liggen in de kolk, maar de deurbreedte slechts de halve kolkbreedte is). Misschien was het zijn grote optimisme, waardoor hij de Friese waterstaat niet genoeg kon verbeteren. Hij stierf na een ziekte van enkele uren.
- Biografisch Portaal: 47490373
- Digitale Bibliotheek voor de Nederlandse Letteren: verm067
- International Standard Name Identifier: 0000 0000 2524 5355
- Library of Congress Control Number: n84169380
- Nederlandse Thesaurus van Auteursnamen: 160547016
- Virtual International Authority File: 55558397